# Ла-Примавера (Колумбия)
Ла-Примавера (исп. La Primavera) — город и муниципалитет на востоке Колумбии, на территории департамента Вичада.

## История
Поселение, из которого позднее вырос город, было основано 9 апреля 1959 года. Муниципалитет Ла-Примавера был выделен в отдельную административную единицу в 1987 году.

## Географическое положение
Город расположен на севере департамента, в пределах равнины Льянос-Ориноко, к югу от реки Меты, на расстоянии приблизительно 329 километров к западу-юго-западу (WSW) от города Пуэрто-Карреньо, административного центра департамента. Абсолютная высота — 118 метров над уровнем моря.
Муниципалитет Ла-Примавера граничит на юго-западе с территорией муниципалитета Санта-Росалия, на юге — с муниципалитетом Кумарибо, на востоке — с муниципалитетом Пуэрто-Карреньо, на северо-западе — с территорией департамента Касанаре, на севере — с территорией департамента Араука, на северо-востоке — с территорией Венесуэлы. Площадь муниципалитета составляет 21 420 км².

## Население
По данным Национального административного департамента статистики Колумбии, совокупная численность населения города и муниципалитета в 2015 году составляла 15 342 человека.
Динамика численности населения муниципалитета по годам:
| 2005   | 2006   | 2007   | 2008   | 2009   | 2010   | 2011   | 2012   | 2013   | 2014   | 2015   |
| ------ | ------ | ------ | ------ | ------ | ------ | ------ | ------ | ------ | ------ | ------ |
| 10 616 | 11 034 | 11 464 | 11 906 | 12 359 | 12 825 | 13 301 | 13 791 | 14 294 | 14 810 | 15 342 |

Согласно данным переписи 2005 года мужчины составляли 51,1 % от населения Ла-Примаверы, женщины — соответственно 48,9 %. В расовом отношении белые и метисы составляли 74,3 % от населения города; индейцы — 15,2 %; негры, мулаты и райсальцы — 10,5 %.
Уровень грамотности среди всего населения составлял 80,5 %.

## Экономика
Основу экономики Ла-Примаверы составляют сельское хозяйство и рыболовство.
100 % от общего числа городских и муниципальных предприятий составляют предприятия торговой сферы.

## Транспорт
Через город проходит национальное шоссе № 40 (исп. Ruta Nacional 40).